# 심장암
심장암(Heart cancer)은 심장 부위에 암이 생기는 것으로, 매우 드문 질환이다. 유명인이 심장암에 걸린 사례는 에릭 카가 심장암에 걸려 죽은 경우가 있다.